# 3359 Purcari

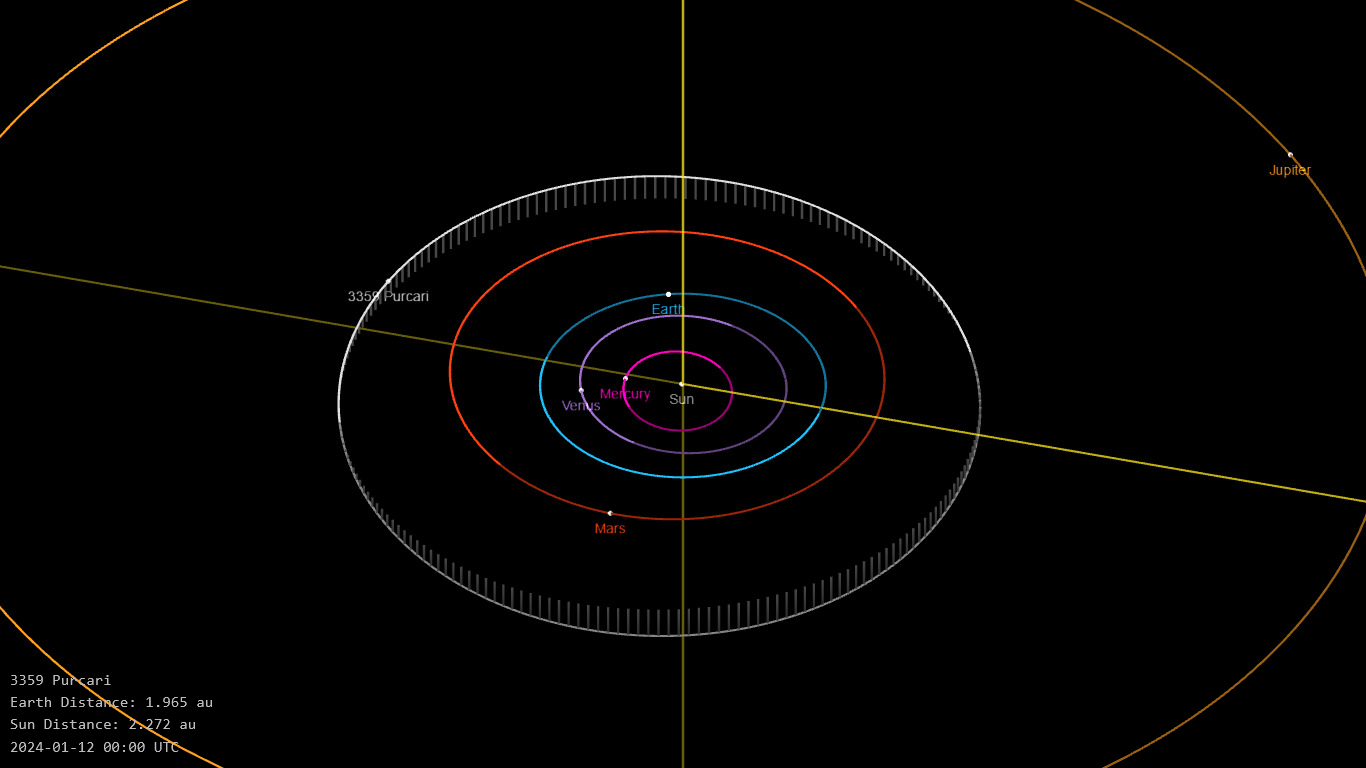

3359 Purcari è un asteroide della fascia principale. Scoperto nel 1978, presenta un'orbita caratterizzata da un semiasse maggiore pari a 2,2563060 UA e da un'eccentricità di 0,1219559, inclinata di 5,74358° rispetto all'eclittica.